# 刘氏折尾虾
刘氏折尾虾（学名：Uroptychus liui）一种于南海和西太平洋麦哲伦海山发现的十足目鎧甲蝦類，隶属于柱臂虾科折尾虾属。本种是中国科学院海洋研究所（IOCAS）利用“发现”号rov深海机器人（水下缆控潜水器）和“海马号”ROV所发现，种小名取自中国甲壳动物学家刘瑞玉的姓氏。

## 形态特征
刘氏折尾虾